# Diagonal continental

El área rayada corresponde a las regiones de la Diagonal continental.

La Diagonal continental es el nombre dado a una franja de territorio transfronterizo que recorre Portugal, España y Francia, cuyas características comunes principales son una baja densidad de población, un peso del sector primario importante (en comparación con la media de sus respectivos países), una débil industrialización y una red de comunicaciones tradicionalmente insuficiente que ha producido un relativo aislamiento. Igualmente se define por oposición a las áreas más dinámicas, densamente pobladas y ricas de la Unión Europea que la rodean: Banana Azul, Banana Dorada o Arco Mediterráneo, valle del Ródano y también en menor medida el arco atlántico.
En esta franja de territorio pueden incluirse las siguientes regiones:
- Francia: Champaña-Ardenas, Borgoña, Auvernia, Lemosín, Mediodía-Pirineos y Aquitania.
- España: Aragón, Castilla y León, Castilla-La Mancha y Extremadura.
- Portugal: Alentejo, parte del Norte y parte del  Centro.

Se trata de una de las ocho grandes regiones europeas identificadas en los informes de la Comisión Europea en relación con las dinámicas transnacionales y relaciones transfronterizas en Europa.

## Conferencia de las Regiones Europeas de la Diagonal Continental
En mayo de 1997, los presidentes de cuatro regiones (Mediodía-Pirineos, Lemosín, Aragón y Extremadura) crearon la Conferencia de las Regiones Europeas de la Diagonal Continental (CREDC) con el fin de coordinar sus esfuerzos de desarrollo e integración. Otras regiones que se unieron posteriormente a esta iniciativa fueron Alentejo, Auvernia, Borgoña y el Franco Condado.

## La Diagonal del Vacío francesa
La parte de esta franja de territorio perteneciente a Francia es conocida en este país como la Diagonal del vacío (en francés: diagonale du vide). Esta se extiende desde el departamento de Mosa al de Landas. Presenta como el resto de la diagonal continental densidades de población muy débiles (menos de 30 habitantes/km²) en comparación con el resto de Francia, principalmente debido al éxodo rural de los siglos XIX y XX, y más tarde al fenómeno de la metropolización que refuerza las zonas densas del país desde la segunda mitad del siglo XX. Hoy en día se prefiere hablar de diagonal de las densidades débiles (diagonale des faibles densités) puesto que el término "diagonal del vacío" es considerado peyorativo y exagerado.
Este término fue acuñado por la DATAR y describe una realidad que es más visible sobre el mapa de los departamentos que sobre el de las regiones.

Mapa de Francia de densidad de población por departamentos, las zonas menos densamente pobladas aparecen en azul («Diagonal del vacío»).
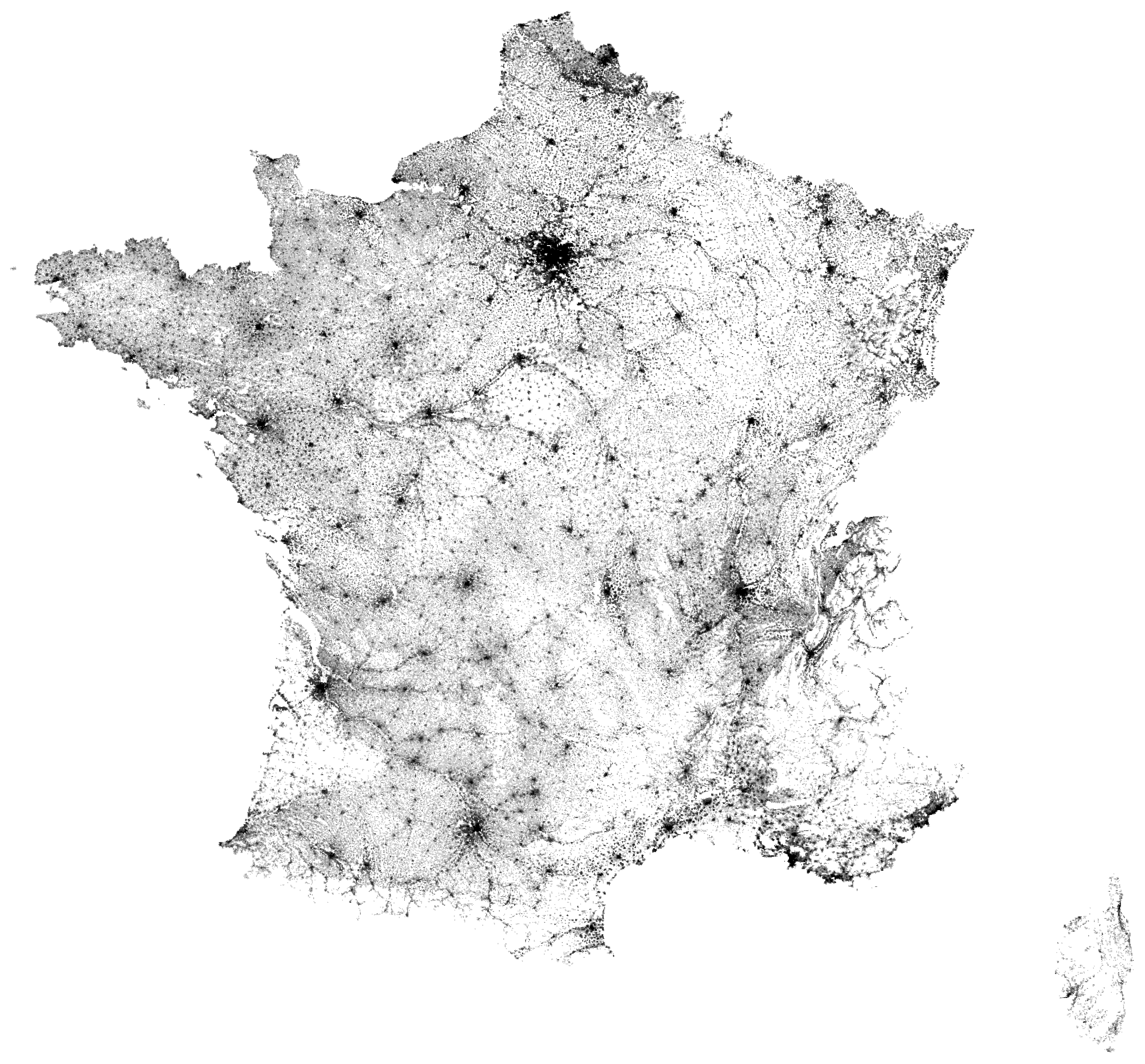
Mapa de Francia de densidad de población, las zonas más blancas corresponden con las más débilmente pobladas.
Mapa sintético del reparto de población en Francia. Se indican las densidades de población por departamento, las 18 áreas urbanas de más de 400.000 habitantes, la línea Le Havre-Marsella y los límetes aproximados de la «Diagonal del Vacío».